# فرانچسکو موزر
فرانچسکو موزر (تلفظ ایتالیایی: [ˈmɔ:zer] یا [moˈzɛr]؛ تلفظ آلمانی: [ˈmo:zɐ]؛ زادهٔ ۱۹ ژوئن ۱۹۵۱) رکابزن حرفه‌ای سابق اهل ایتالیا است که در رشتهٔ دوچرخه‌سواری جاده فعالیت می‌کرد. او توانست در سال ۱۹۸۴ برندهٔ جیرو دیتالیا شود. همچنین در سال ۱۹۷۷ قهرمان جهان در مسابقهٔ استقامت جاده شد.

## فعالیت حرفه‌ای
موزر در جیووو زاده شد و نخستین پیروزی خود در مسابقات رسمی دوچرخه‌سواری را در سال ۱۹۷۰ در نگرار به دست آورد. در سال ۱۹۷۱ برندهٔ جیروی جوانان شد و در سال ۱۹۷۲ به قهرمانی ایتالیا در مسابقهٔ جاده دست یافت. در همان سال در المپیک مونیخ شرکت کرد و در مسابقهٔ جاده رتبهٔ هشتم را به دست آورد. موزر در سال ۱۹۷۳ حرفه‌ای شد و به تیم فیلوتکس پیوست.
نخستین پیروزی حرفه‌ای موزر در سال ۱۹۷۳ در مسابقهٔ سان مارینو به دست آمد. در همان سال، در مرحلهٔ چهاردهم جیرو دیتالیا نیز پیروز شد. موزر فصل ۱۹۷۴ را با چند پیروزی در مسابقات یک‌روزه آغاز کرد. برندهٔ پرولوگ تور لوانته شد و سپس در پاریس–روبه دوم شد. پس از کسب رتبهٔ هفتم در جیرو نیز، در چند کلاسیک تابستانه و پاییزه از جمله پاریس–تور، تور پیمونت و تور امیلیا به پیروزی رسید.
فصل ۱۹۷۵ با کسب رتبه‌ٔ دوم دوفینه لیبره برای موزر آغاز شد. سپس برندهٔ میدی لیبره شد و پس از آن قهرمانی مسابقهٔ جادهٔ ایتالیا را به دست آورد. پس از نایب قهرمانی در مسابقهٔ میلان–سانرمو وارد تور دو فرانس شد. او توانست برندهٔ پرولوگ تور شود و پیراهن طلایی را به دست آورد. او رهبری را برای شش روز در اختیار داشت تا این که در تایم تریل انفرادی مرحلهٔ ششم ۳۳ ثانیه زمان از دست داد و پیراهن طلایی را به ادی مرکس داد. در مرحلهٔ هفتم، دومین پیروزی خود را کسب کرد و تا مرحلهٔ دهم در رتبهٔ دوم قرار داشت. در مرحلهٔ یازدهم زمان زیادی از دست داد و از ده نفر برتر خارج شد؛ ولی در مراحل ۱۳ تا ۱۵ بخشی از عقب‌ماندگی خود را جبران کرد. در نهایت، رتبهٔ هفتم تور دو فرانس ۱۹۷۵ را به دست آورد. همچنین برندهٔ رده‌بندی رکابزن جوان تور شد. در پایان همان سال، موزر توانست برندهٔ تور لمباردی شود.
پیروزی‌های موزر در فصل ۱۹۷۶ با فتح جام برشا آغاز شد. او توانست برندهٔ تور پولیا، شش‌روزهٔ میلان (همراه پاتریک سرکو) و تور آپنین شود. سپس در مسابقات قهرمانی پیست جهان، قهرمان تعقیبی انفرادی شد. در جیرو، موزر در تایم تریل مرحلهٔ هفتم، پیروز شد و پیراهن صورتی را به تن کرد. هرچند در مرحلهٔ بعد، عقب افتاد و رهبری را از دست داد. در مرحلهٔ سیزدهم نیز زمان از دست داد؛ ولی برندهٔ مرحلهٔ ۱۴ شد و در نهایت، در رتبهٔ چهارم جیرو ایستاد. همچنین برندهٔ رده‌بندی امتیازی شد.
در سال ۱۹۷۷ موزر توانست دوباره پیراهن امتیازی جیرو را به دست آورد و برندهٔ لافلش والونی شود. همچنین قهرمان جهان در مسابقهٔ استقامت جاده در ونزوئلا شد. سپس به همراه رنه پاینن، برندهٔ شش‌روزهٔ گرنوبل شد. در سال ۱۹۷۸ در مسابقه‌های شش‌روزهٔ دورتموند و میلان همراه پاینن پیروز شد. در مسابقات قهرمانی پیست ایتالیا برندهٔ تعقیبی انفرادی شد و پاریس–روبه را فتح کرد. در چهار مرحلهٔ جیرو پیروز شد و پیراهن امتیازی را برای سومین بار به دست آورد. سپس برندهٔ تور کاتالونیا شد و در پایان فصل، در تور لمباردی به پیروزی رسید.
در سال ۱۹۷۹ برندهٔ مسابقات قهرمانی ایتالیا، پاریس–روبه، خنت–ویووخم و تور امیلیا شد. در سال ۱۹۸۰ پاریس–روبه را برای سومین سال متوالی فتح کرد و قهرمان تیرنو–آدریاتیکو شد که این قهرمانی را در سال ۱۹۸۱ نیز تکرار کرد. در سال ۱۹۸۲ برندهٔ پیراهن امتیازی جیرو شد و در سال ۱۹۸۳ تور ترنتینو را فتح کرد.
در سال ۱۹۸۴ موزر ابتدا برندهٔ سه مسابقهٔ شش‌روزه شد. در میلان–سانرمو پیروز شد و رکورد تازه‌ای برای یک‌ساعت رکابزنی ثبت کرد. در تنها حضور خود در ووئلتا اسپانیا، برندهٔ پرولوگ و مرحلهٔ ۱۱ شد. سپس برای یازدهمین بار در جیرو شرکت کرد تا پس از سه بار بازماندن از کسب قهرمانی، برای نخستین بار برندهٔ جیرو شود. ابتدا برندهٔ پرولوگ شد؛ ولی در مرحلهٔ بعد رهبری جیرو را از دست داد. در مرحلهٔ پنجم ۲ ثانیه پس از مورنو آرجنتین از خط پایان در بلوک‌هاوس گذشت و دوباره پیراهن صورتی را با برتری ۹ ثانیه‌ای نسبت به آرجنتین به تن کرد. با پیروزی در مرحلهٔ بعد، توانست برتری خود را افزایش دهد و در مراحل بعدی از برتری خود دفاع کند. در تایم تریل مرحلهٔ ۱۵ موزر مسیر ۳۷ کیلومتری را ۵۳ سریعتر از روبرتو ویسنتینی طی کرد و برتری خود را به بیش از ۱ دقیقه رساند. در مرحلهٔ بیستم، عقب افتاد و بیش از ۲ دقیقه زمان نسبت به لوران فینیون از دست داد تا پیراهن صورتی را به فینیون دهد و پیش از آغاز مرحلهٔ پایانی که تایم تریل بود، ۱ دقیقه و ۲۱ ثانیه عقب‌تر از او بود. در این مرحله، موزر ۲ دقیقه و ۲۴ ثانیه زمان کمتری نسبت به فینیون برای طی کردن مسافت ۴۲ کیلومتری صرف کرد و با برتری ۶۳ ثانیه‌ای نسبت به او برندهٔ جیرو شد. فینیون اعتقاد داشت بالگرد فیلمبرداری پشت سر موزر و جلوی فینیون حرکت می‌کرده‌است و تلاطم هوای ناشی از آن باعث پیروزی موزر شده‌است. در حالی که از نظر موزر، وجود بالگرد هیچ تأثیری بر نتیجهٔ مسابقه نداشت. همچنین موزر در عبور از پیچ‌ها برخلاف سایر رکابزنان از خط مسابقه تبعیت نمی‌کرد و در میانهٔ جاده حرکت می‌کرد.
موزر در دو فصل بعد نیز بر سکوی دوم و سوم جیرو ایستاد و آخرین پیروزی خود در گرند تورها را در مرحلهٔ ۱۸ جیروی ۱۹۸۶ کسب کرد. او در سال ۱۹۸۸ بازنشسته شد.

## نتایج در گرند تورها
| گرند تور       | ۱۹۷۳ | ۱۹۷۴ | ۱۹۷۵ | ۱۹۷۶ | ۱۹۷۷ | ۱۹۷۸ | ۱۹۷۹ | ۱۹۸۰   | ۱۹۸۱ | ۱۹۸۲ | ۱۹۸۳   | ۱۹۸۴ | ۱۹۸۵ | ۱۹۸۶ |
| -------------- | ---- | ---- | ---- | ---- | ---- | ---- | ---- | ------ | ---- | ---- | ------ | ---- | ---- | ---- |
| جیرو دیتالیا   | ۱۵   | ۷    | —    | ۴    | ۲    | ۳    | ۲    | ناتمام | ۲۱   | ۸    | ناتمام | ۱    | ۲    | ۳    |
| تور دو فرانس   | —    | —    | ۷    | —    | —    | —    | —    | —      | —    | —    | —      | —    | —    | —    |
| ووئلتا اسپانیا | —    | —    | —    | —    | —    | —    | —    | —      | —    | —    | —      | ۱۰   | —    | —    |